# Sometent a Catalunya
Sometent a Catalunya és una pintura a l'oli sobre tela realitzada pel pintor olotí Josep Berga i Boix l'any 1877. Actualment s'exposa al Museu d'Art de Girona en la sala 18, registrada amb el núm. 253.107. Les seves mides són 47 × 57,5 cm.

## Descripció
L'obra tal com la descriu Narcís Jordi-Aragó, ens mostra una columna de sometents de la Garrotxa, drets i armats a dalt de tot d'un turó, no gaire lluny d'una ermita, en actitud d'observar la contrada. A primer terme hi ha un d'ajupit. Mentre els uns reposen, els altres vigilen o saluden els que s'hi acosten, solitaris o de dos en dos. Les barretines vermelles posen l'única nota de color estrident sobre les gammes verdes i terroses del paisatge. Al seu voltant s'alça el panorama adust de la Garrotxa, escenari preferit per l'autor tal com ell va descriure amb la ploma:
| « | Clots i barrancs, bardissals i rouredes, pinedes i olivets, cloterades i turons atapaïts de brossa... | » |

Hi ha igual intensitat de llum en tot el quadre. Amb predomini de les gammes verdoses i colors terres. Destaca com a nota de color la vestimenta del sometent. Es tracta d'una composició triangular.
Pinzellada prima en la realització de les figures i línies més gruixudes per al paisatge. El pinzell treballa amb superposició de diferents gradacions de color. La pinzellada és curta.
| « | La muntanya, la pàtria, el reducte de la identitat i de la dignitat. Un paisatge sacralitzat, en el qual no es troba pas en va la petita construcció religiosa. Tot plegat és una reminiscència romàntica del mil·linari cult a la muntanya com a espai misteriós, com a espai misteriós, com a indret iniciàtic, com a dipòsit impertorbable dels grans valors morals, precisament aquests són els que defensen i vetllen els sometents armats amb la seva guàrdia discreta i silenciosa.... | » |

## Exposicions rellevants
Fou exposada a:
- 1877- Olot - Centre Artístic
- 1979- Girona - 1a. Mostra del Patrimoni artístic de la Diputació de Girona. Octubre. Fontana d'Or. Catàleg núm. 18
- 1980- Olot / Empúries- Escola d'Olot i Museu d'Empúries.